# Pectinaria borealis
Pectinaria borealis är en oleanderväxtart som först beskrevs av Peter Vincent Bruyns, och fick sitt nu gällande namn av Plowes. Pectinaria borealis ingår i släktet Pectinaria och familjen oleanderväxter. Inga underarter finns listade i Catalogue of Life.